# 腸炎ビブリオ
腸炎ビブリオ（ちょうえんビブリオ）とは、ビブリオ属に属する好塩性のグラム陰性桿菌の一種。学名はVibrio parahaemolyticus（ビブリオ・パラヘモリティカス）。主に海水中に生息する細菌であり、本菌で汚染された魚介類を生食することで、ヒトに感染して腸炎ビブリオ食中毒を発症させる。

## 疫学
1950年に大阪府で発生し、272名の患者と20名の死者を出した白子干し（シラス干し）を原因とする集団食中毒（シラス食中毒事件）の原因として、同年に大阪大学の藤野恒三郎によって発見された。
日本において腸炎ビブリオ食中毒は、サルモネラと並んで発生件数の最も多い食中毒のひとつである。日本以外では東南アジアなどでも発生が見られるが、近年まで魚を生食する習慣のないヨーロッパやアメリカ合衆国などではあまり見られない疾患であった。ただし寿司や刺身の世界的な普及に伴い、地域偏在的な特徴は低下しつつある。

## 歴史
1950年、泉州地方を中心とした大阪府下で、激しい腹痛を伴う原因不明の下痢の患者が集団発生した。最終的な患者数は272名、死者はうち20名にのぼり、第二次世界大戦後の日本で最大規模の集団食中毒事件となった。発症者がいずれも、大阪府下で行商販売されていた白子干し（シラス干し）を食べていたことから、これが原因食品であることは早期に特定されたものの、当初考えられた既知の食中毒菌は分離されなかったことから毒物混入事件として疑われ、刑事事件として立件された。このような疑いがかけられた背景には、事件発生の前年にあたる1949年に下山事件、三鷹事件、松川事件という怪事件が発生していたことから、これに関連した何者かが社会混乱を目的に毒物をばらまいたのではないかという見方がされたことを指摘する声もある。しかし、ヒ素や亜硝酸塩など、さまざまな化学物質についての検査が行われたものの、毒物は検出されず、原因は特定できなかった。
これに対して、藤野恒三郎は未知の細菌による感染症ではないかという観点から分析を行った。そして実験動物と血液寒天培地を用いた分離実験によって、新種の病原菌を分離し、本菌が集団食中毒の原因であることを証明した。新しい病原菌が日本人研究者の手によって発見されたことは、日本の医学関係者に大きな驚きをもって受け止められた。当時の日本の多くの医学関係者は、ほとんどの病原細菌はすでに19世紀末のルイ・パスツールやロベルト・コッホの時代に発見しつくされたものと考えていたためである。藤野が「ふとっちょで真っ直ぐで、よく動き回る」と形容したこの病原菌は、当時知られていたビブリオ属の代表であるコレラ菌とは大きく異なる形態であったため、藤野はパスツレラ属の一種と考え、1951年にPasteurella parahaemolyticaと命名、発表した。
1955年、国立横浜病院の医師であった滝川巌は、自らが発見した漬け物による食中毒の原因菌が、本菌と同じものであることを明らかにし、この結果から本菌が好塩性であることが判明した。これを機に、本菌は「病原性好塩菌」という通称で呼ばれるようになった。
1960年、東京都や千葉県を中心に頻発したアジによる食中毒の原因として本菌が分離され、その医学的な重要性が注目を集めた。これを受けて厚生省は、1961年に病原性好塩菌を食中毒の主要な病原体と位置づけ、対応を強化した。
1963年、国立予防衛生研究所の福見秀雄と坂崎利一が、本菌がビブリオ属であることを証明して、学名をVibrio parahaemolyticusに改めた。また福見は、それまでの病原性好塩菌に代わって、「腸炎ビブリオ」という和名を提唱し、これが受け入れられた。

## 性状

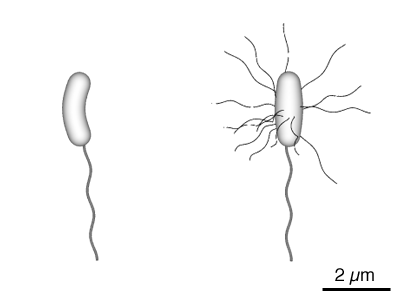
ビブリオの形態比較
左：コレラ菌の模式図。典型的なビブリオの特徴であるコンマ状の桿菌で太い単毛性鞭毛（極鞭毛）を持つ。
右：腸炎ビブリオの模式図。形状は真っ直ぐで極鞭毛の他に細い周毛性鞭毛を持つ。

腸炎ビブリオはコレラ菌と同様、ビブリオ科ビブリオ属に属するが、いくつかの点でコレラ菌に見られるような、いわば古典的なビブリオの細菌学的な特徴とは異なった点を持つ。腸炎ビブリオは0.3×2µm程度の大きさで、菌体はコレラ菌に見られるような湾曲（全体としてコンマ状に見える）を示さず、真っ直ぐな形態の桿菌である。またビブリオ科の細菌は腸内細菌科と同様、通性嫌気性でブドウ糖を発酵するグラム陰性菌で、菌体の一端に一本の鞭毛（極鞭毛）を持つ点で腸内細菌科とは区別されるが、腸炎ビブリオにはこの極鞭毛の他に、これよりも細くて菌体の周囲全体に生えている周毛性の鞭毛を持つ点でコレラ菌などと異なる。ただしこの周毛性鞭毛は培養条件などによって失われることがある。この他、ショ糖を分解しない性質などから他のビブリオ属の細菌と鑑別される。ちなみに、ビブリオ(Vibrio)とは、バイブレーション(To vibrate)を意味するラテン語で、鞭毛が激しく振動する性状から名づけられた。
増殖に至適なpHは約7.5-8で、比較的アルカリ性を好む点ではコレラ菌と同様である。ただし、塩化ナトリウムを含まない培地でも増殖可能なコレラ菌とは異なり、増殖には1-8%の塩化ナトリウムを必要とする（ただし血液寒天培地には、塩化ナトリウムがなくても増殖可能）。海水中では、水温が20℃以上のときに活発に増殖するが、15℃以下のときには増殖が抑制される。このことは本菌による食中毒が主に水温の高い夏期に集中することと符合する。低温、高温、真水、酸による処理に弱い。
腸炎ビブリオは大小二つ（3.2×106と1.9×106塩基対）の染色体を持つが、これは細菌が複数の染色体を持っている最初の例として発見された。それまで細菌は一つの染色体のみを持つと考えられていたが、この発見以降、腸炎ビブリオやコレラ菌など、ビブリオ属の細菌は例外的に二つの染色体を持つことが明らかになった。
腸炎ビブリオは増殖の早い細菌の一つとしても知られ、至適な培養条件下ではおよそ10分間に1回の割合で分裂する。これに対して、例えば大腸菌は20-30分間に1回の割合で分裂するが、細菌はn回の分裂で2n個に増殖するため、同じ4時間後には1個の大腸菌が約4000個になるのに対して、1個の腸炎ビブリオは1000万個以上に増殖する計算になる。

## 病原性
腸炎ビブリオは、主に海産の魚介類に付着しており、それをヒトが生で食べることによって感染型の食中毒（感染性胃腸炎）の原因になりうる。この食中毒を腸炎ビブリオ食中毒と呼ぶ。後述の様に毒素には耐熱性があるため、汚染食品を加熱しても中毒症状が引き起こされる。

### 腸炎ビブリオ食中毒
腸炎ビブリオ食中毒は、日本で発生する食中毒の原因菌としては、発生件数でサルモネラと並んで1-2位にあたり、特に1992年までは、日本における食中毒原因の第1位を占めていた。しかし、日本以外の国、特に欧米諸国での発生は少ない。これは刺身や寿司など、海産の魚介類を生食することが多い日本の食文化と大きく関連している。日本では特に6月から9月の、海水温が20℃を超える時期に多く発生する。また東南アジアなどでも発生し、旅行者下痢症と呼ばれる輸入感染症の原因菌の一つである。約75種ある血清型のうち「O4K8」が1995年まで主流で、1996年から「O3K6」に変わった。これは米国や東南アジアに多い種類であるため、何かの要因で移入された可能性が推測されている。日本の感染症法において、腸炎ビブリオ食中毒は、五類感染症の定点把握疾患である感染性胃腸炎に含まれるため、指定された医療機関では発生後一週間以内に報告することが義務づけられており、これを通して日本国内の発生状況が監視されている。

#### 感染源
本菌は海水に広く存在するため、生鮮海産魚介類を介した経口感染が主で、ヒトからヒトへの感染はまれである。原因食品としてはイカや貝類が比較的多いが、その他の一般の魚など、ほとんどの海産魚介類の生食が原因になりうる。腸炎ビブリオの感染が成立するには約100万個以上の生きた菌の摂取が必要と言われ、食中毒性サルモネラと同様、経口感染症の起因菌の中では比較的、感染・発病に多数の菌を必要とする部類に属する（これに対し、例えば赤痢菌は10-100個の菌で発病する）。ただし、上述のように増殖が早い菌であるため、夏期に常温で放置した魚介類などでは2-3時間のうちに発病菌数にまで増殖することがある。また好塩菌であるため、漬け物などの塩分を含む食品に二次感染し、それが感染源となることも多い。

#### 臨床症状
腸炎ビブリオ食中毒は、6-12時間の潜伏期の後に、激しい腹痛を伴う下痢（ときに粘血便を伴う）を主症状として発症し、嘔吐、発熱（高熱ではない）を伴うことがある。2-3日で回復し、一般に予後は良好であるが、高齢者など免疫の低下した患者では、まれに毒素による心臓毒性によって死亡する例もある。感染部位は小腸であり、上腹部痛を訴えることが多い。食中毒以外に、傷口からの感染（創傷感染）や、それに伴う敗血症を起こした例もまれに報告される。

#### 治療と予防
通常は抗生物質を使用しなくても数日で回復する。ただし第一選択薬としてニューキノロン系、ホスホマイシン系を、副次的選択としてテトラサイクリン、カナマイシンなどの本菌に有効な抗菌薬剤による化学療法が行われることもある。一方、止瀉薬（下痢止め）の使用は菌の排出を遅らせることがあるため用いないことが多い。脱水症や循環器症状には十分な注意を払うことが必要であり、必要に応じて適切な対症療法も行う。
予防には、本菌による食物の汚染を防ぎ、汚染された食物を摂取しないことがもっとも重要である。増殖が早い菌であるため、特に夏期には生の魚介類を常温で放置しないことが重要である。低温に弱い菌であるため、冷蔵（4℃以下）保存することで増殖が抑えられ、感染防御の上で重要である。ただし凍結しても短期間では死滅しない。また、真水や高温などに弱い菌であるため、生魚を真水でよく洗浄することや、十分に加熱（中心部が60℃以上、10分以上）調理することでも感染を予防することが出来る。

### 耐熱性毒素
腸炎ビブリオのうち、食中毒の原因として分離されるものの多くは、溶血毒と呼ばれる毒素を産生し、これが本菌の主要な病原因子である。溶血毒は、赤血球の細胞膜に孔をあけて溶血現象を引き起こす毒素の総称であるが、その多くは赤血球以外の細胞の細胞膜にも作用して、細胞傷害を起こす。腸炎ビブリオの溶血毒は、主に腸管や心臓に作用して、腸管毒性により下痢を生じるほか、重症例では心臓毒性によって患者を死に至らしめる場合もある。
腸炎ビブリオの溶血毒には、耐熱性溶血毒(TDH, thermostable direct hemolysin)と耐熱性毒素関連溶血毒(TRH, TDH-related hemolysin)の二種類が知られている。このうちTDHの方が古くから知られており、研究が進んできた。TDHを産生する腸炎ビブリオかどうかを判別するためには、我妻培地（わがつまばいち、マンニトールを加えた血液寒天培地）に培養したときに溶血性を示すかどうか（コロニー周辺の赤血球が破壊され、その部分の培地が透明になる）で判定される。この溶血現象は神奈川現象と呼ばれ、病原性の腸炎ビブリオかどうかを判定する試験法の一つである。しかし、1988年には、神奈川現象陰性の腸炎ビブリオによる食中毒が発見され、この原因菌がTDHを産生せず、TRHを産生していることが判明した。また神奈川現象自体の感度があまり高くはないことから、毒素に対する抗体を用いた免疫化学的な手法も、腸炎ビブリオの鑑別のために併用されている。